# Air Force Public Affairs Agency
L'Air Force Public Affairs Agency (Agence des affaires publiques de l'Air Force) (AFPAA) est une agence opérationnelle de l'US Air Force dont le siège est situé sur la Joint Base San Antonio-Randolph, Texas. Le siège de l'AFPAA se compose de deux directions, la direction du personnel et celle des opérations. De plus, l'AFPAA est responsable de deux Combat Camera Squadrons, de deux Audiovisual Squadrons et de deux sites opérationnels. La Direction du personnel comprend la gestion financière, le soutien informatique, les opérations liées aux connaissances, la logistique et la formation. La Direction des opérations comprend l'image de marque, les marques et les licences, le site internet public, les plans et programmes et les rédacteurs de cours.
L'agence supervise le 1st Combat Camera Squadron et le 4th Combat Camera Squadron colocalisés sur la Joint Base Charleston, en Caroline du Sud; le 3rd Audiovisual Squadron situé sur la Joint Base San Antonio-Lackland, au Texas; et l'installation de production vidéo de niveau 1 de l'Air Force, le 2d Audiovisual Squadron, située sur Hill AFB, dans l'Utah.
L'agence fournit un soutien administratif et logistique à six bureaux aux États-Unis. Il s'agit notamment d'une branche d'informations au Pentagone; d'une branche gestionnaire d'affectation des affaires publiques au sein de l'Air Force Personnel Center, sur la Joint Base de San Antonio-Randolph, au Texas; du bureau d'engagement des médias de l'Air Force à New York; du bureau de liaison du divertissement de l'Air Force à Los Angeles; et du Combat Camera Detachment sur la base d'Hurlbert, en Floride.
Ensemble, ces bureaux et unités englobent des représentants de toutes les spécialités du domaine des Affaires publiques et sont chargés d'une multitude de responsabilités uniques en matière de relations publiques, notamment: de fournir des documents d'imagerie des opérateurs de l'Air Force et des missions de secours humanitaire; de soutenir la production audiovisuelle; du programme d'achat de matériel audiovisuel pour les affaires publiques, du programme Web public, du programme de licence de marque, de distribuer aux médias des images des opérations et de faire la liaison avec les relations publiques des Forces américaines. De plus, l'AFPAA est le seul fournisseur d'opérateurs pour les équipes images dans l'Air Force. L'AFPAA fournit également un soutien sur le terrain grâce à l'élaboration de cours de formation pour les quelque 5 500 opérateurs des affaires publiques de l'Air Force.

## Mission
Fournir aux aviateurs des ressources uniques pour documenter et transmettre la mission et l'héritage de l'US Air Force.

## Vision
Être les principaux innovateurs de capacités en matière de relations publiques soutenant les opérations mondiales.

## Historique
L'AFPAA trouve ses racines au 1er juin 1978, avec l'activation de l'Air Force Service Information and News Center (Centre d'information et de nouvelles de l'Air Force). L'AFSINC est rebaptisé Air Force News Center le 1er avril 1990 et devient une agence opérationnelle se déployant sur le terrain le 5 février 1991. Il est rebaptisé Air Force News Agency le 1er août 1991, avant d'être renommé AFPAA le 1er octobre 1990. L'AFPAA a atteint sa pleine capacité opérationnelle le 3 juin 2013.
| Escadrons                  |        |                                             |         |
| Escarons                   | Blason | Localisation                                | Statut  |
| 1st Combat Camera Squadron |        | Joint Base Charleston (en), Caroline du Sud | Actif   |
| 2d Audiovisual Squadron    |        | Hill AFB, Utah                              | Actif   |
| 3rd Audiovisual Squadron   |        | Joint Base San Antonio (en), Texas          | Actif   |
| 4th Combat Camera Squadron |        | Joint Base Charleston (en), Caroline du Sud | Résèrve |